# The Birds of the Western Palearctic
Pour les articles homonymes, voir BWP.
La collection The Birds of the Western Palearctic (BWP) comporte neuf volumes constituant une synthèse des informations sur les oiseaux du Paléarctique occidental. Son titre entier est Handbook of the Birds of Europe, the Middle East, and North Africa: The Birds of the Western Palearctic et est souvent abrégé en BWP.
Elle a eu comme principaux rédacteurs Stanley Cramp, K.E.L. Simmons et Christopher M. Perrins et ses neuf volumes ont été publiés entre 1977 et 1994.
Une édition concise de BWP a été publiée en 2 volumes en 1998.

## Liste des volumes
Édition complète
- Cramp S. & Simmons K.E.L. (1977) The Birds of the Western Palearctic Volume I. Oxford University Press, Oxford, New York, 722 p.
- Cramp S. & Simmons K.E.L. (1980) The Birds of the Western Palearctic Volume II. Oxford University Press, Oxford, New York, 695 p.
- Cramp S. & Simmons K.E.L. (1983) The Birds of the Western Palearctic Volume III. Oxford University Press, Oxford, New York, 913 p.
- Cramp S. (1985) The Birds of the Western Palearctic Volume IV. Oxford University Press, Oxford, New York, 960 p.
- Cramp S. (1988) The Birds of the Western Palearctic Volume V. Oxford University Press, Oxford, New York, 1 063 p.
- Cramp S. (1992) The Birds of the Western Palearctic Volume VI. Oxford University Press, Oxford, New York, 728 p.
- Cramp S. & Perrins C.M. (1993) The Birds of the Western Palearctic Volume VII. Oxford University Press, Oxford, New York, 577 p.
- Cramp S. & Perrins C.M. (1994) The Birds of the Western Palearctic Volume VIII. Oxford University Press, Oxford, New York, 899 p.
- Cramp S. & Perrins C.M. (1994) The Birds of the Western Palearctic Volume IX. Oxford University Press, Oxford, New York, 488 p.

Édition concise
- Snow D.W. & Perrins, C.M. (1998) The Birds of the Western Palearctic Concise Edition Volume 1. Oxford University Press, Oxford, New York, 1 051 p.
- Snow D.W. & Perrins, C.M. (1998) The Birds of the Western Palearctic Concise Edition Volume 2. Oxford University Press, Oxford, New York, 732 p.